# Dorcus gracilicornis
Dorcus gracilicornis es una especie de coleóptero de la familia Lucanidae.

## Distribución geográfica
Habita en Sikkim, Darjeeling, Tailandia Vietnam y Taiwán.